# St. Christophorus (Frankenhofen)

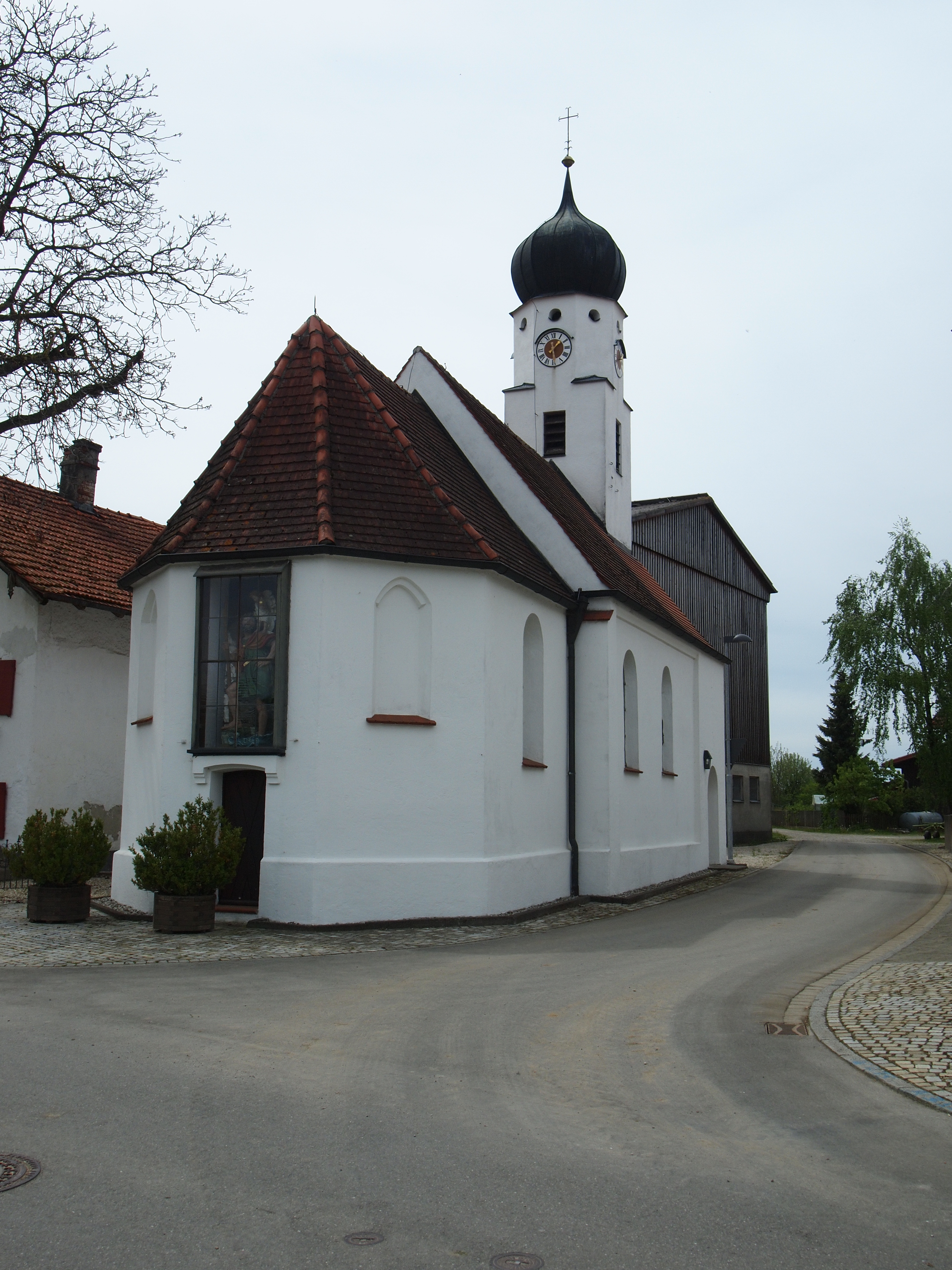
St. Christophorus

St. Christophorus ist eine römisch-katholische Kapelle im oberschwäbischen Frankenhofen, einem Ortsteil der Stadt Bad Wörishofen im Landkreis Unterallgäu in Schwaben. Das Patrozinium wird am 24. Juli gefeiert. Die Kapelle gehört zur Kirchengemeinde St. Martin in Schlingen im Bistum Augsburg.

## Geschichte
Der Kern des heutigen Baues dürfte noch aus dem Spätmittelalter stammen. Die Kapelle wurde um 1690 erneuert und 1697 geweiht. Ein Dachreiter mit einer Kuppel wurde 1745 aufgesetzt und 1818 erneuert. Der Turm und das Vorzeichen stammen aus dem Jahr 1949.

## Baubeschreibung

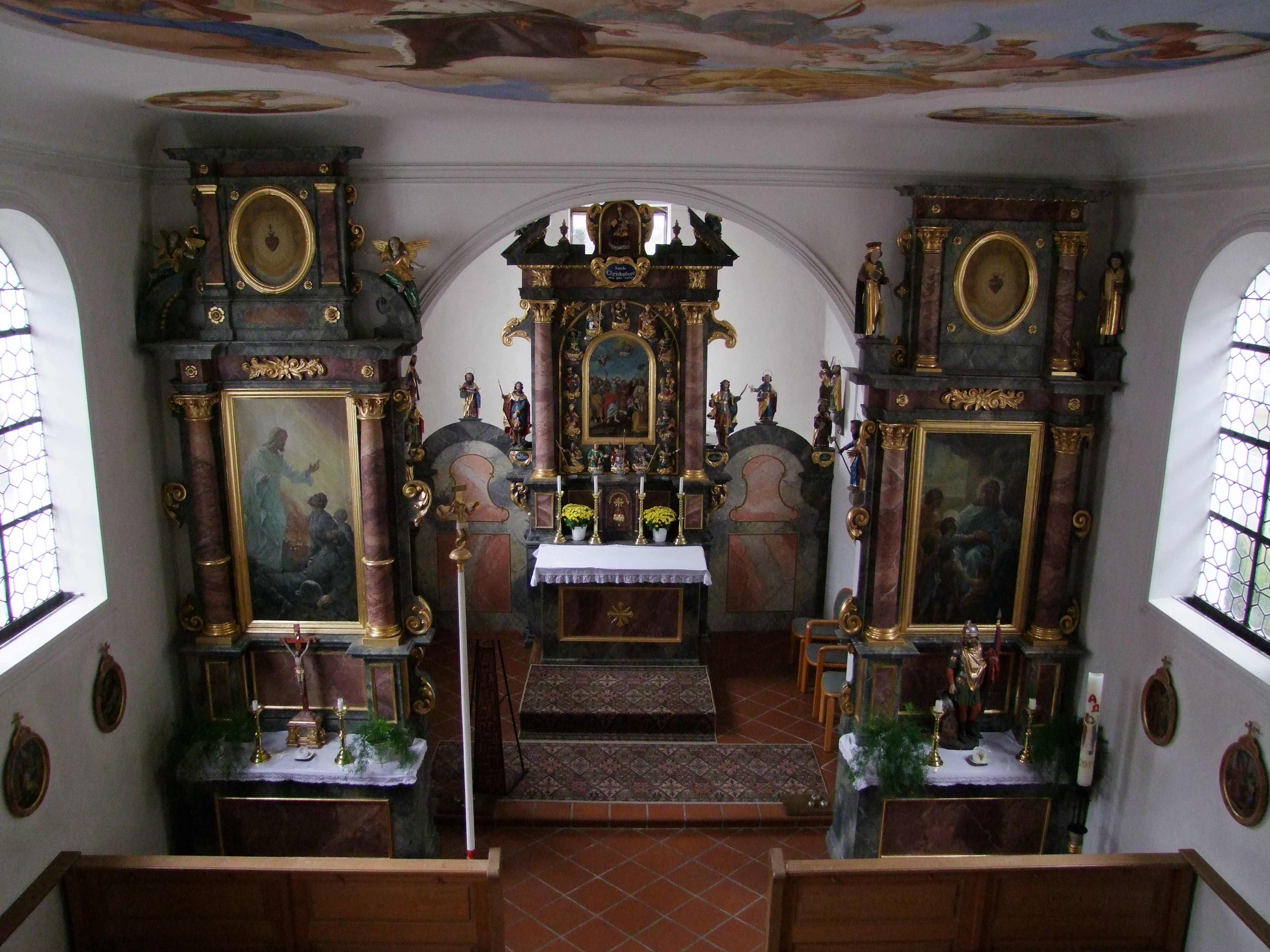
Innenansicht zum Chor

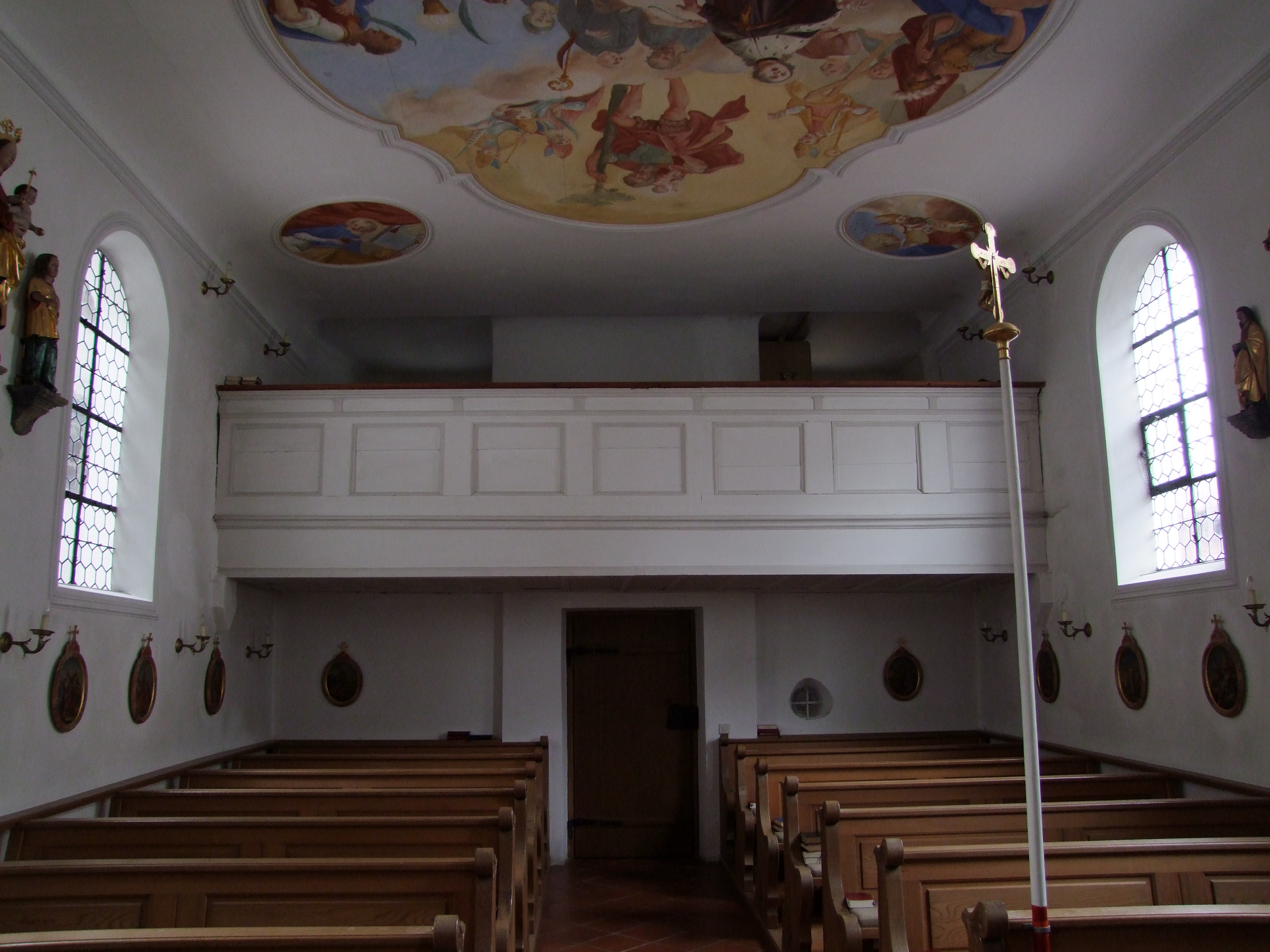
Innenansicht zur Empore

Die Kapelle besitzt einen gering eingezogenen Chor zu einer Achse mit einem 3/8-Schluss. Über einer Hohlkehle befindet sich die Flachdecke. Das Langhaus ist zwei Achsen lang und besitzt ebenfalls eine flache Decke. Die Fenster der Kapelle sind rundbogig. Die Empore an der Westseite des Langhauses ist schlicht gefeldert und mit einer erneuerten dekorativen Bemalung versehen.
In den Schrägwänden des Chors befinden sich außen zugesetzte Spitzbogenfenster, am Langhaus Ecklisenen.

## Ausstattung
Stuck befindet sich in der Kapelle lediglich im Chor. Er stammt aus der Zeit um 1740 und besteht aus Bandel- und Gitterwerk mit Blumengirlanden.

### Fresken
Die Deckengemälde wurden 1745 von Anton Joseph Walch geschaffen. Im Chor trägt eine Schutzmantelmadonna Ansichten von Frankenhofen und Schlingen. Die Langhausdecke ziert als Hauptbild die Glorie der 14 Nothelfer. Dieses Fresko ist mit A. J. Walch fecit 1745 Kauffbure signiert. In den ovalen Eckmedaillons der Langhausecken sind die vier Kirchenväter dargestellt. Das Laiengestühl aus dem 18. Jahrhundert hat breit geschwungene Wangen. Der Kreuzweg stammt aus der Pfarrkirche von Baisweil, die erste Station ist mit L. C. Weiss 1838 bezeichnet, die 13. Station mit Matthäus Schneider 1903. Aus der zweiten Hälfte des 17. Jahrhunderts stammen die Holzfiguren des Salvators, des heiligen Paulus und der zwölf Apostel. Die schmerzhafte Muttergottes und der Johannes stammen aus der Zeit von 1510 bis 1520. Die stehende Muttergottes wurde um 1520 angefertigt. Die beiden Engel stammen aus dem 17. Jahrhundert.

### Altäre

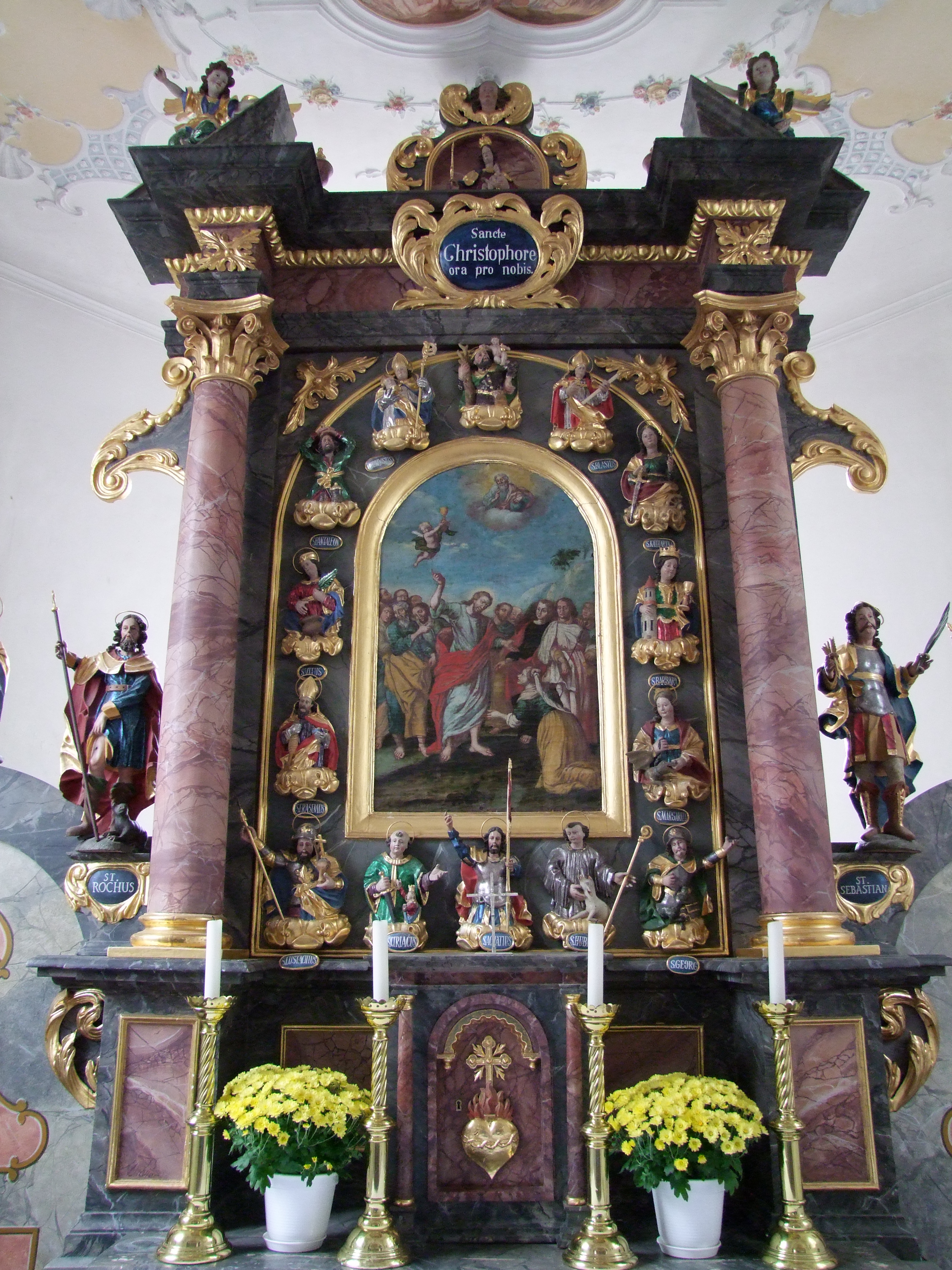
Hochaltar

Der Hochaltar der Kapelle wurde 1697 geweiht. Der marmorierte Holzaufbau ist mit vergoldeten Akanthusblättern dekoriert. Das Altarblatt zeigt Christus und die Apostel und ist von kleinen Holzfiguren der Vierzehn Nothelfer umgeben. Nachdem die Namen unter den Figuren mehrmals umgeschrieben und korrigiert wurden, ist jetzt nur noch ein Name unzutreffend: Die Figur, die mit dem Namen Hubert bezeichnet ist, stellt den heiligen Ägidius dar. Flankiert werden die Figuren von vorgekröpften Vollsäulen. Seitlich befinden sich auf Konsolen unter Baldachinbögen Figuren der Pestheiligen Sebastian und Rochus. Auf den geraden Giebelschenkeln sitzen Engel. Die rundbogige Auszugsnische enthält eine sitzende Muttergottes. Neben der Mensa befinden sich rundbogige Durchgänge.
Die wohl um 1700 entstandenen Seitenaltäre bestehen aus marmoriert gefasstem Holz. Die Altarblätter werden von Vollsäulen flankiert. Die beiden älteren Altarbilder wurden 1925 durch neue ersetzt, die der Würzburger Maler Peter Würth schuf: Jesus der Kinderfreund (rechts) und Der sterbende Krieger (links). Im Auszug des rechten Altars ist zwischen zwei Säulen ein Ovalbild mit dem Herzen Mariä angebracht, flankiert von den kleinen Holzfiguren der Heiligen Cosmas und Damian aus dem späten 15. Jahrhundert. Der Auszug im nördlichen Seitenaltar ist mit einem gesprengten Giebel und Pilastern geschmückt, die ein Ovalbild mit dem Herzen Jesu umgeben.

## Glocken
Von den beiden Glocken im Turm war die größere ein Geschenk der Gemeinde Schlingen aus dem Jahr 1899, als dort ein neues Geläut angeschafft wurde. Eine kleinere Glocke musste 1939 abgeliefert werden. Sie trug die Inschrift Zu Ehren Christophorus ist dies Gleggl geweiht. 1675 Otto Sartor zu Kempten goß mich. Sie wurde für Kriegszwecke eingeschmolzen und kam nicht mehr zurück. An ihrer Stelle wurde 1948 eine neue Glocke gekauft. Sie wurde in Kempten gegossen und hat ein Gewicht von etwa fünf Zentnern. Sie stammt ursprünglich aus Untereichen, einem Ortsteil der Stadt Altenstadt an der Iller und wurde der Gemeinde Untereichen von dem in Untereichen geborenen Pfarrer Zanker gestiftet. 1936 wurde sie umgegossen und trägt seitdem die Inschrift Ich klinge St. Josef und Anton zur Ehr, ich läute den Helden zum Ruhm, ich rufe St. Michael zur Wehr und führe die Seelen zur Ruh.